# Il bambino che non voleva nascere
Il bambino che non voleva nascere è un romanzo per ragazzi
dell'autore italiano Giuseppe Pederiali del 1996, vincitore del Premio Europeo di Letteratura Giovanile Pier Paolo Vergerio.
Il libro è stato pubblicato in Giappone nel 2001.

## Trama
Francesca è una bambina di nove anni la cui madre è in attesa del secondogenito, che sarà un maschio. Tuttavia, quando arriva il tempo previsto per il parto, il bambino non dà segno di esser pronto ad uscire dal ventre materno. Gli ostetrici consultati non sanno che pesci pigliare; Francesca decide allora, assieme al suo amico Diego, di prendere l'iniziativa per far nascere il fratellino. Si rivolge ad una vecchia che vede ai giardinetti e che crede essere una strega; questa dice loro che il bambino non vuole nascere perché, attraverso i ricordi che la madre e gli avi gli hanno trasmesso, ha scoperto le brutture del mondo e ha deciso di non farne parte, ma che non può far nulla per fargli cambiare idea; anche la cameriera filippina Mattia Adato, consultando gli spiriti evocati facendo bollire l'acqua, giunge alla stessa conclusione. Francesca allora contatta il cugino Temistocle Pertusellini, che ha fama d'inventore, perché realizzi un mezzo di comunicazione col grembo di sua madre: Temistocle costruisce così il telefonino prenatale, apparentemente simile ad un normale cellulare. Tramite questo il bambino non ancora nato conferma di non voler venire al mondo e dichiara che solo un bambino di colore verde potrebbe convincerlo. Per combinazione Francesca e Diego al parco ne vedono uno di quel colore, di nome Sandro, che agli adulti (ma non alla Strega) sembra di un normale colorito roseo; ma ciò non è sufficiente a smuovere il fratello di Francesca.
Nel frattempo Temistocle ha inventato un televisore raccontastorie, che mostra delle fiabe sul suo schermo, e ne fa vedere tre ai suoi piccoli amici.
La prima fiaba, I bambini della discarica, narra di due bambini sudamericani, Jorge e Cora, che vivono frugando tra i rifiuti di una discarica e invidiano i gabbiani, che a differenza di loro possono volarsene via; quand'ecco che un giorno spuntano loro becco e ali e si trasformano in gabbiani. Decidono però di imparare a pescare nel mare anziché continuare a frugare nella discarica, anche se questo costa meno fatica. 
Nella seconda fiaba, Il tappeto volante, la ricca signora Gioia de' Tesorio compra un tappeto pakistano che, con sua grande meraviglia, si rivela in grado di volare. Gli chiede allora di portarla dove è stato fabbricato e lì scopre, con suo stupore, una fabbrica che sfrutta il lavoro di bambini. Vorrebbe liberarli, ma uno di loro, di nome Iqbal, le rivela che sono stati venduti ai fabbricanti di tappeti dai loro stessi genitori. Si offre di portare a Iqbal a casa propria e di averne cura come se fosse suo figlio, ma il ragazzo decide di restare nel suo paese e di lottare per assicurare una vita migliore ai bambini sfruttati. Una volta a casa, il tappeto sembra aver perso la sua magia e la signora inizia a dubitare che tutto sia avvenuto realmente; un giorno vede però in televisione Iqbal, intervistato da una giornalista, che ha fondato un'associazione contro lo sfruttamento dell'infanzia e vuole proseguire gli studi; dichiara inoltre che ad aiutarlo è stata «una fata, a bordo di un tappeto volante».
La terza fiaba, Il mercante di bambini, mostra una poverissima famiglia albanese di pastori e contadini, composta da padre, madre e cinque figli. Un giorno il capofamiglia compra a credito un televisore e tutti si lasciano affascinare dalla vita opulenta che vedono sui canali italiani, in particolare negli spot pubblicitari. Bussa poi alla porta un mercante di bambini che si offre, in cambio di una forte somma, di portare in Italia Lefteri, il figlio più piccolo, perché una ricca famiglia l'adotti. In realtà, una volta in Italia, Lefteri viene avviato all'accattonaggio. Trova però il modo di andare in una sede della RAI e di farsi rimandare a casa, dove la prima cosa che fa è rompere lo schermo del televisore.
Consultando i suoi testi di magia, la Strega pensa che il rimedio giusto sia l'elisir convincitore, per il quale serve della saliva di drago; ma questa scarseggia nel mondo reale. I tre bambini si rivolgono a Natalina Pasqua, una scrittrice di fiabe, perché li faccia entrare in un mondo fantastico per recuperare il prezioso ingrediente, ma un esperimento fatto al riguardo fallisce miseramente. Insperatamente trovano però qualcosa che gli si potrebbe assimilare, nella forma dell'olio lubrificante che stilla da un videogioco da sala con un drago disegnato sopra. La bottiglietta dell'elisir così ottenuto viene messa da Francesca sotto il letto di sua madre che riesce finalmente a partorire il bambino, che viene chiamato Filippo.

## Edizioni
- Giuseppe Pederiali, Il bambino che non voleva nascere, collana L'arciere, illustrazioni di Marilena Pasini, n. 16, Firenze, Giunti, 1996, ISBN 88-09-20976-1.